# Košická futbalová aréna
La Košická futbalová aréna (KFA) è uno stadio di calcio di Košice in Slovacchia. Ha una capacità di 12.555 spettatori e ospita le partite casalinghe del club locale, l'FC Košice. È classificato come categoria 4 UEFA.

## Storia
Lo stadio ha sostituito la vecchia Všešportový areál, demolita nel 2011. La costruzione, iniziata nel 2018, è terminata nel 2022 ed ha avuto un costo di 22,42 milioni di euro, in parte finanziati dalla città di Košice e in parte dal governo slovacco. Oltre alle partite del club locale, ha ospitato le partite europee del Dnipro-1 e del Kryvbas nei preliminari di Europa League e in Conference League, non giocabili in Ucraina a causa del conflitto in corso e la nazionale slovacca per la prima volta nel settembre 2024 nel match di UEFA Nations League contro l'Azerbaigian.